# Kitsuki
Kitsuki (杵築市?) è una città giapponese della prefettura di Ōita.